# Cattedrali in Norvegia
Questa è una lista delle cattedrali in Norvegia.

## Cattedrali luterane (Chiesa di Norvegia)
| Cattedrale                                            | Arcidiocesi o Diocesi       | Località     | Dedicazione | Immagine |
| ----------------------------------------------------- | --------------------------- | ------------ | ----------- | -------- |
| Cattedrale di Bergen Bergen domkirke                  | Diocesi di Bjørgvin         | Bergen       | Sant'Olaf   |          |
| Cattedrale di Bodø Bodø domkirke                      | Diocesi di Sør-Hålogaland   | Bodø         |             |          |
| Cattedrale di Fredrikstad Fredrikstad Domkirke        | Diocesi di Borg             | Fredrikstad  |             |          |
| Cattedrale di Hamar Hamar domkirke                    | Diocesi di Hamar            | Hamar        |             |          |
| Cattedrale di Kristiansand Kristiansand Domkirke      | Diocesi di Agder e Telemark | Kristiansand | Gesù        |          |
| Cattedrale di Molde Molde domkirke                    | Diocesi di Møre             | Molde        |             |          |
| Cattedrale di Oslo Oslo domkirke                      | Diocesi di Oslo             | Oslo         | Gesù        |          |
| Cattedrale di Stavanger Stavanger domkirke            | Diocesi di Stavanger        | Stavanger    | San Svitino |          |
| Cattedrale di Tønsberg Tønsberg Domkirke              | Diocesi di Tønsberg         | Tønsberg     | San Lorenzo |          |
| Cattedrale di Tromsø Tromsø domkirke                  | Diocesi di Nord-Hålogaland  | Tromsø       |             |          |
| Cattedrale di Nidaros Nidarosdomen / Nidaros Domkirke | Diocesi di Nidaros          | Trondheim    | Sant'Olaf   |          |

## Cattedrali cattoliche
| Cattedrale                                     | Arcidiocesi o Diocesi               | Località  | Dedicazione   | Immagine |
| ---------------------------------------------- | ----------------------------------- | --------- | ------------- | -------- |
| Cattedrale di Sant'Olav St. Olav domkirke      | Diocesi di Oslo                     | Oslo      | Sant'Olav     |          |
| Cattedrale di Sant'Olav St. Olav domkirke      | Prelatura territoriale di Trondheim | Trondheim | Sant'Olav     |          |
| Procattedrale di Nostra Signora Vår Frue Kirke | Prelatura territoriale di Tromsø    | Tromsø    | Vergine Maria |          |